# Azospirillum
Azospirillum sind Bakterien und bilden eine Gattung innerhalb der Familie der Azospirillaceae. Die Vorsilbe „Azo-“ ist von Französisch „azote“ (Stickstoff) abgeleitet.
Sie gelten als Stickstoff-Binder (Diazotrophie) und fördern weiterhin stark die Wurzel- und Wurzelhaarbildung bei Pflanzen, so dass diese mehr Wasser aufnehmen können. Ein symbiotisches oder assoziativ symbiotisches Zusammenleben zwischen Bakterium und Pflanze liegt nahe.
Brasilianische Gen-Forscher haben 1999 insgesamt 5 der damals 6 bekannten Vertreter in größerem Detail mit der Methode der Puls-Feld Gel-Elektrophorese untersucht.
Pakistanische Forscher konnten 2006 ein nach der Meereshöhe übliches Vorkommen der einzelnen Vertreter erkennen.
Für den Vertreter von Azospirillum brasilense sind mittlerweile sehr intensive Untersuchungen über dessen Bewegungsverhalten angestellt worden.

## Systematik
Innerhalb der Systematik der Bakterien wird die Gattung Azospirillum seit 2020 zu der neu gebildeten Familie der Azospirillaceae gestellt. Vorher zählte sie zu der Familie Rhodospirillaceae.
Es folgt eine Liste einiger Arten:
- Azospirillum baldaniorum dos Santos Ferreira et al. 2020
- Azospirillum brasilense corr. Tarrand et al. 1979
- Azospirillum lipoferum (Beijerinck 1925) Tarrand et al. 1979
- Azospirillum melinis Peng et al. 2006
- Azospirillum palustre Tikhonova et al. 2019
- Azospirillum zeae Mehnaz et al. 2007

Einige Änderungen:
Die Art  Azospirillum amazonense Magalhães et al. 1984 wurde innerhalb der Systematik umgestellt. Die Art zählt nun zu der Gattung Nitrospirillum amazonense. Azospirillum irakense wurde zu der neu aufgestellten Gattung Niveispirillum transferiert und wird nun als Niveispirillum irakense geführt.

## Landwirtschaftliche Aspekte und Nutzung
Die Wirkung auf das gesamte Pflanzenwachstum ist in ihren Ausmaßen vergleichbar mit denen der Düngung mit Stickstoff und kann diese somit ersetzen. Eine generell größere Robustheit auch in kritischeren Anbaugebieten geht damit einher. Durch eine damit mögliche Einsparung von Dünger könnte weiterhin das Trinkwasser der Anbauregion merklich von entsprechenden Verunreinigungen entlastet werden. Die Forschung hat allerdings gezeigt, dass nicht jeder Boden und jede Umgebung den Effekt gleich gut reproduzieren kann.
Sie finden in jüngerer Zeit vermehrt in der Landwirtschaft ihren Einsatz. Dabei werden sie mittlerweile speziell in Kombination mit Stoffen wie Kohle und Bio-Abfall zur Gewinnung von Terra preta für die Aufwertung von Böden in Regenwaldgebieten eingesetzt. Ihre Vertreter tragen häufig Namen, die auf Regionen Südamerikas Bezug nehmen, in denen auch Terra preta anzutreffen ist. Die sehr positiv zu betrachtenden Ergebnisse der Landwirtschaft in dieser Kombination – Bakterium und Bio-Masse – könnten aus einer guten Eignung der beigemengten Kohle in poröser Form und damit als möglicher guter Langzeitträger für das Bakterium liegen, selbst über sehr wechselhafte Regen- und Trocken-Perioden hinweg.
Die Herstellung von Bio-Dünger-Paketen auf dieser Basis, meist geliefert auf kohlehaltigen Trägerstoffen und luftdicht verschweißt im Plastikbeutel, wird heute bereits gewerblich z. B. auf den Philippinen oder in Indien praktiziert. Typische Angaben versprechen eine Halbierung der Kosten für konventionelle Dünger. Eine großflächige Bakterien-Impfung des Ackerbodens kostet dagegen nur einen Bruchteil des eingesparten Betrags.